# جان کاستلو (بازیکن فوتبال اهل انگلستان)
جان کاستلو (انگلیسی: John Costello; ۱۵ مهٔ ۱۸۹۰ – ۲۴ ژوئن ۱۹۱۵) بازیکن فوتبال بود.
از باشگاه‌هایی که در آن بازی کرده‌است می‌توان به باشگاه فوتبال روچدیل، باشگاه فوتبال گلوسوپ نورث اند، باشگاه فوتبال استوک‌پورت کانتی و باشگاه فوتبال آلترینچام اشاره کرد.